# Corfu (Schiff)
Die Corfu war ein 1931 in Dienst gestelltes Passagierschiff der britischen Reederei Peninsular and Oriental Steam Navigation Company (P&O), das im Passagier- und Postverkehr von London nach Fernost und Australien eingesetzt wurde. Sie war 30 Jahre lang im Dienst, darunter auch als Hilfskreuzer im Zweiten Weltkrieg, und wurde 1961 in Japan abgewrackt.

## Passagierschiff
Die Corfu wurde am 25. Juni 1930 bei der Schiffswerft Alexander Stephen and Sons in Glasgow bestellt und sollte eigentlich den Namen Chefoo erhalten. Das 165,50 Meter lange und 21,79 Meter breite Schiff wurde am 9. September 1930 auf Kiel gelegt und lief am 20. Mai 1931 vom Stapel. Es wurde von Lady Patricia Margery Kathleen Mackay, der 15-jährigen Enkelin von James Mackay, 1. Earl of Inchcape, dem Vorsitzenden von P&O, auf den Namen Corfu getauft.

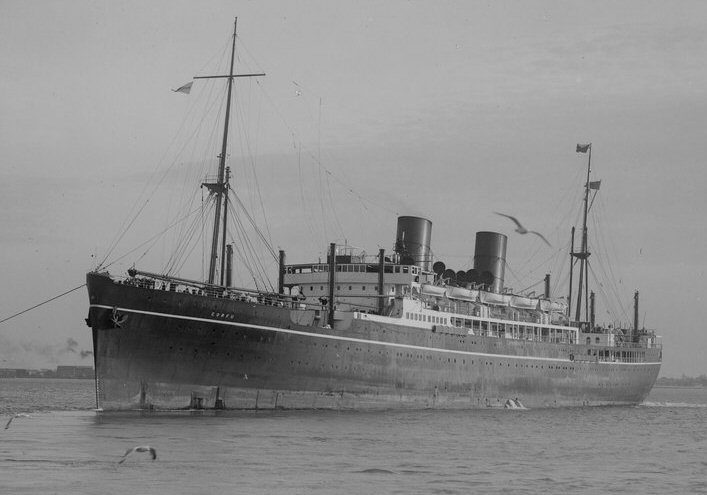
Die Corfu im Jahr 1932

Die Corfu war 14.293 Bruttoregistertonnen (BRT) bzw. 7812 Nettoregistertonnen (NRT) groß und hatte eine Tragfähigkeit von 8.909 Tonnen (DWT). Sie wurde von sechs Parsons-Turbinen angetrieben, die auf zwei Propeller wirkten und eine Höchstleistung von 14.000 Shaft Horsepower (SHP) leisteten. Die Höchstgeschwindigkeit lag bei 18 Knoten. Die Corfu konnte 177 Passagiere der Esten Klasse und 214 Passagiere der Zweiten Klasse befördern. Sie hatte ein identisches Schwesterschiff, die Carthage (14.304 BRT), die bei der gleichen Werft entstand und drei Monate nach ihr vom Stapel lief. Die beiden Schiffe wurden für den Passagier- und Postverkehr nach Indien, China, Japan und Australien gebaut und erhielten deshalb den Spitznamen Far East Sisters.
Am 24. September 1931 wurden die Probefahrten durchgeführt, denen der Earl of Inchcape an Bord seiner Yacht Rover persönlich beiwohnte. Am 29. September 1931 fand die Übergabe an die Reederei statt. Am 16. Oktober 1931 lief die Corfu in London zu ihrer Jungfernfahrt nach Southampton, Port Said, Aden, Bombay, Colombo, Penang, Singapur und Hongkong aus. Am 20. Mai 1932 lief sie erstmals nach Australien aus. Am 27. August 1939 wurde die Corfu ohne Begründung in Port Said festgehalten.

## Hilfskreuzer im Zweiten Weltkrieg
Am 14. September 1939 wurde die Corfu von der britischen Admiralität beschlagnahmt. Am darauf folgenden Tag traf sie in Belfast ein, um bei Harland & Wolff umgerüstet zu werden. Der hintere Schornstein wurde demontiert und das Schiff wurde mit acht 6-inch-Kanonen und zwei 12-pounder-Kanonen ausgestattet. Nach weiteren Umbauten in Portsmouth kehrte sie zur abschließenden Umwandlung an den Clyde zurück. Am 2. Februar 1940 wurde die Corfu der Northern Patrol zugeteilt und diente als bewaffneter Hilfskreuzer im Nord- und Südatlantik. Durch ihre hohe Geschwindigkeit konnte sie leicht verdächtige oder feindliche Schiffe einholen und abfangen. Am 27. Juni 1940 kam sie unter das Kommando des South Atlantic Command.
Am 10. Juli 1940 stieß die Corfu beim Auslaufen aus Freetown bei heftigem Regenfall mit dem Flugzeugträger Hermes zusammen. Durch die Kollision trug sie ein etwa zehn Meter breites Loch an Steuerbord davon. Begleitet vom Schweren Kreuzer Devonshire wurde die Corfu mit dem Heck voran zurück nach Freetown geschleppt, um notdürftige Reparaturen vornehmen zu lassen. Teile ihrer Bewaffnung wurden während dieser Zeit vorübergehend entfernt und zur Verteidigung der Küste verwendet. Am 17. Januar 1941 verließ das Schiff Freetown mit Ziel Kalkutta, um dort die endgültigen Reparaturen vornehmen zu lassen. Am 7. Mai 1941 traf es nach mehreren Zwischenstationen in Kalkutta ein.
Die Instandsetzungsarbeiten wurden am 8. September 1941 abgeschlossen. Danach wurde die Corfu als Begleitschiff für Schiffskonvois im Indischen Ozean eingesetzt. Am 17. Oktober 1942 traf die Corfu in Southampton ein, wo eine sechsmonatige Überholung der Schiffsbewaffnung stattfand. Das Schiff wurde unter anderem mit neuen 6-inch-Kanonen, einem Flugzeugkatapult und drei Kingfisher-Wasserflugzeugen versehen. Im Juli 1943 wurde sie in Freetown aufgelegt und im November 1943 fanden in Durban erneute Reparaturen statt.
Am 17. Februar 1944 wurde die Corfu wieder der P&O übergeben, um sie in einen Truppentransporter umwandeln zu lassen. Die Arbeiten dazu begannen am 16. März 1944 in Mobile (Alabama) durch die Alabama Drydock Company und dauerten über ein Jahr. Die Corfu befand sich im ersten alliierten Konvoi, der am 5. September 1945 in Singapur eintraf, um die Stadt von der Besetzung durch die Japaner zu befreien. Bis Kriegsende hatte die Corfu etwa 200.000 Seemeilen als Hilfskreuzer und 39.161 Seemeilen als Truppentransporter zurückgelegt sowie 15.028 Soldaten befördert.

## Letzte Jahre
Am 31. Juli 1947 wurde die Corfu endgültig ihrer Reederei zurückgegeben und bei ihrer Bauwerft modernisiert. Mit einer Kapazität von 181 Passagieren in der Ersten Klasse und 213 in der Touristenklasse trat sie am 22. Januar 1949 mit nur einem Schornstein und Weiß gestrichenem Rumpf wieder in den kommerziellen Passagierverkehr ein.
1960 fusionierte P&O mit der Orient Steam Navigation Company zur neuen P&O Orient Line. Die Corfu und ihr Schwesterschiff Carthage, die nun beide fast 30 Jahre alt waren, wurden nicht mehr benötigt und zum Abbruch nach Japan verkauft. Die Corfu wurde am 14. März 1961 an Mitsui Bussan Kaisha in Osaka verkauft und verließ London im April 1961 Richtung Japan unter dem Namen Corfu Maru. Am 17. Oktober 1961 begannen bei dem Abbruchunternehmen Miyachi Salvage Co. Lt. In Sakai die Abbrucharbeiten.